# 자바라 (악기)
자바라는 무율 타악기로, 금부악기이다. 《고려도경》(高麗圖經)에서 바라가 사용된 기록이 최초이다.
심벌즈와 흡사하게 생긴, 접시모양의 엷고 둥근 놋쇠판으로 된 물체 한쌍을 마주쳐서 소리낸다. 자바라는 바라 혹은 제금이라 불리며 발이라고도 한다. 취타·무속음악·궁중무용·불교무용 등에 쓰인다.